# Nathan Rosen
Nathan Rosen (Brooklyn, Nueva York, 22 de marzo de 1909-Haifa, Israel, 18 de diciembre de 1995) fue un físico israelí. 
Rosen fue el coautor (con Albert Einstein y Borís Podolski) de un artículo de comprobaciones de Physical Review de 1935 ("¿Puede la descripción Mecanocuántica de la realidad física considerarse completa?") sobre la paradoja EPR en mecánica cuántica. Asimismo fue también codescubridor del puente de Einstein-Rosen en relatividad general. Rosen fue fundador del instituto de la física en el Technion en Haifa, Israel, donde hay series de la conferencia nombradas para él.

## Obra
Algunas publicaciones
- "Can quantum mechanical description of physical reality be considered complete?". Albert Einstein, Boris Podolsky, Nathan Rosen (Princeton, Inst. Advanced Study) 1935. 4 p. Phys.Rev. 47:777-780 (en Wheeler, J.A., Zurek, W.H. (eds.) Quantum theory and measurement, Princeton U. Press, 1983 pp. 138–141)
- "The Particle Problem in the General Theory of Relativity". Albert Einstein, N. Rosen (Princeton, Inst. Advanced Study). 1935. Phys. Rev. 48: 73-77, 1935.
- "Energy and momentum of cylindrical gravitational waves." N. Rosen (Technion) K. S. Virbhadra 1993. Gen. Rel. Grav. 25: 429-433, 1993.
- "On Gravitational waves." Albert Einstein, N. Rosen. 1937. 12 p. J. Franklin Inst. 223: 43-54, 1937.
- "General Relativity and Flat Space. I." N. Rosen (MIT) 15 de enero de 1940. 3 p. Phys.Rev. 57: 147-150, 1940.